# Союз-30
Союз-30 — космічний корабель (КК) серії «Союз», типу Союз 7К-Т(A9). Серійний номер 67. Реєстраційні номери: NSSDC ID: 1978-065A; NORAD ID: 10968. П'ятий політ на орбітальну станцію Салют-6. Екіпаж третіх відвідин: Климук/Гермашевський. Спільна робота з другим основним екіпажем станції.

## Екіпаж
- Основний

Командир ЕП-3 Климук Петро Ілліч
Космонавт-дослідник ЕП-3 Гермашевський Мирослав
- Дублерний

Командир ЕП-3 Кубасов Валерій Миколайович
Космонавт-дослідник ЕП-3 Янковський Зенон

## Хронологія польоту
27 червня о 15:27:21 UTC з космодрому Байконур ракетою-носієм Союз-У (11А511У) запущено КК Союз-30 з екіпажем третіх відвідин (ЕП-3): Климук/Гермашевський.
28 червня о 17:07:49 UTC КК Союз-30 пристикувався до заднього стикувального порту (ЗСП) комплексу Салют-6 – Союз-29
Після стикування на станції перебувало чотири особи (ЕО-2 і ЕП-3): Ковальонок/Іванченков/Климук/Гермашевський.
5 липня о 10:14:50 UTC КК Союз-30 з ЕП-3 Климук/Гермашевський відстикувався від ЗСП комплексу Салют-6 — Союз-29.
На станції залишився ЕО-2: Ковальонок/Іванченков.
5 липня о 13:30:20 КК Союз-30 успішно приземлився за 300 км на захід від міста Цілиноград.